# Shotley Bridge
Shotley Bridge – wieś w Anglii, w hrabstwie Durham. Leży 19 km na północny zachód od miasta Durham i 388 km na północ od Londynu. W 2001 miejscowość liczyła 27 394 mieszkańców.